# 김수경 (1976년)
김수경(金秀卿, 1976년 ~ )은 통일부 차관이다.

## 학력
- 서울대학교 인문대학 (언어학 / 학사)
- 스탠퍼드 대학교 대학원 (사회학 / 박사)

## 경력
- 2000.10: 동아일보 기자
- 2014.09: 고려대학교 국제대학원 연구교수
- 통일연구원 부연구위원
- 2016.12: 통일연구원 연구위원
- 2018.11: 통일부 통일교육위원·정책자문위원
- 2021.03: 한신대학교 사회복지학과 조교수
- 2023.07~2023.12: 국가안보실 통일비서관
- 2023.12~2024.07: 제3대 대통령비서실 대변인
- 2024.07~2025.06: 제29대 통일부 차관